# Tengen (Kreis Heiligenbeil)
Tengen (bis 1928 Adlig Tengen, auch: Königlich Tengen) war eine von 1928 bis 1938 bestehende Landgemeinde im Kreis Heiligenbeil in Ostpreußen. Ihre Ortsstelle liegt heute im Rajon Gurjewsk (Bereich Neunhausen) in der Oblast Kaliningrad (Gebiet Königsberg (Preußen)) in Russland.

## Geographische Lage
Die Ortsstelle Tengens liegt im Westen der Oblast Kaliningrad, 28 Kilometer nordöstlich der früheren Kreisstadt Heiligenbeil (heute russisch Mamonowo) bzw. 27 Kilometer südwestlich der heutigen Rajonshauptstadt Gurjewsk (deutsch Neuhausen).

## Geschichte

### Adlig Tengen
Adlig Tengen war ein Gutsdorf, das 1874 in den Amtsbezirk Pokarben im ostpreußischen Kreis Heiligenbeil eingegliedert wurde. Zu Adlig Tengen gehörte das Vorwerk Einsam Im Jahre 1910 zählte das Dorf 124 Einwohner, im Jahre 1925 waren es 149. Am 30. September 1928 schloss sich Adlig Tengen mit Königlich Tengen zur neuen Landgemeinde Tengen zusammen.

### Königlich Tengen
Auch die kleine Landgemeinde Königlich Tengen kam 1874 zum neu errichteten Amtsbezirk Pokarben. Im Jahre 1910 zählte sie 52 Einwohner. Am 30. September 1928 schloss sich Königlich Tengen mit Adlig Tengen zur neuen Landgemeinde Tengen zusammen.

### Tengen
Aus dem Zusammenschluss von Adlig und Königlich Tengen entstand die neue Landgemeinde Tengen. Sie existierte jedoch nur bis zum 1. April 1938, als sie in die benachbarte Gemeinde Brandenburg (Frisches Haff) (russisch Uschakowo) eingemeindet wurde und auch in den Amtsbezirk Brandenburg wechselte.
Im Jahre 1945 kam Tengen als Ortschaft Brandenburgs in Kriegsfolge mit dem gesamten nördlichen Ostpreußen zur Sowjetunion. Danach verliert sich seine Spur. Es liegt keine russische Namensgebung vor, und so steht zu vermuten, dass der Ort in der Siedlung (russisch Possjolok) aufgegangen ist. Offiziell gilt er als untergegangen. Seine Ortsstelle liegt heute im Rajon Gurjewsk in der russischen Oblast Kaliningrad.

## Religion
Adlig Tengen, Königliche Tengen und dann auch die Landgemeinde Tengen waren vor 1945 in das Kirchspiel der evangelischen Kirche Brandenburg (Frisches Haff) in der Kirchenprovinz Ostpreußen der Kirche der Altpreußischen Union eingegliedert.

## Verkehr
Die Ortsstelle Tengens ist von der Regionalstraße 27A-020 (frühere russische Fernstraße A 194, ehemalige Europastraße 28 und einstige deutsche Reichsstraße 1) im Abzweig Uschakowo über eine Nebenstrsaße zu erreichen.